# تشارلز كاي أوغدن
تشارْلز كَأي أُوغدِن (بالإنجليزية: Charles Kay Ogden)‏ (1889-1957) عالِمٌ لُّغةِ، وفَيْلسُوف إنجلِيزِيّ. بدأَ فِي العَامُ 1909 درّاسة التواصُلٌ العالميّ وأَثِّر اللُّغة فِي الفِكرٌ، فِي كلية مجْدُولينِ، إِحدى الكُلِّيّات التّابعة لجامِعة كامبردج العرِيقة. وفِي تِلك الأثناء أسّس مجلّةٌ كامبردج الأُسبُوعِية (1912-1922) الّتي تضمّنت مُساهمات أدبيِّة مِن قِبل سيغِفريد ساسُون، و جُون ماِسفيلد، وتُوماس هاردي، وجُورج بِرّنارد شوّ، وأرنولد بينيت. مِن أهمّ مؤلَّفاتِه «مَعْنَى المَعْنَى»، و«أُسُس عِلْمِ الجَمال».

## مهنته

### جمعية الهرطقة
في عام 1909، بينما كان ما يزال طالبًا جامعيًا، شارك أوغدن في تأسيس جمعية الهرطقة في كامبريدج التي شككت في السلطات التقليدية عمومًا والعقائد الدينية خصوصًا، في أعقاب نشر ورقة بعنوان بروف أول ثينغز، التي قرأها نائب رئيس سابق ويليام تشاونر، الحاصل على شهادة الماجستير من كلية إيمانويل. بدأت جمعية الهرطقة كمجموعة مكونة من 12 طالبًا جامعيًا مهتمين بنهج تشاونر القائم على اللاأدرية.
كانت الجمعية غير ملتزمة بإشاكها النساء، إذ وجدت جين إلين هاريسون جمهورًا لها هناك ونشرت خطابها الافتتاحي للجمعية في 7 ديسمبر عام 1909 تحت عنوان الهرطقة والإنسانية (1911)، الجدال الذي حذر من مخاطر التفكير الجماعي وناشد الجمهور بأن يدرك أننا نتفاوض باستمرار على الخط الفاصل بين الأنانية وغريزة القطيع، والأهم من هذا كله، كيف لنا التحرك ضمن هذا الخط. عند التحقيق في أصول كلمة «هرطقة»، تحدت في محاضرتها، التي نُشرت لاحقًا في ألفا آند أوميغا (1915)، العديد من القيود والقواعد الدينية للكنيسة الأنجليكانية وعلاقاتها بالجامعة. في اليوم التالي، تحدث جون مكتاغرت وتم نشر خطابه أيضًا تحت عنوان تجرأ على أن تكون حكيمًا (1910). حضر هناك عضو مبكر آخر له مصالح أنثروبولوجية هو جون لايارد؛ وكان من بين الأعضاء هربرت فيليكس جولوفيتش (1890-1954) وفرانك رامزي وفيليب سارغانت فلورنس. كانت أليكس سارغانت فلورنس، شقيقة فيليب، معروفة بنشاطها في الجمعية وفي هيئة تحرير صحيفة كامبريدج.
تقلّد أوغدن منصب رئيس الجمعية لأكثر من عقد منذ عام 1911؛ ودعا مجموعة متنوعة من المتحدثين البارزين وربط الجمعية بدوره كمحرر. في نوفمبر عام 1911، استخدم غلبرت كيث تشيسترتون حديثًا حظي بتغطية إعلامية جيدة لدى الزنادقة، تحت عنوان مستقبل الدين، للرد على جورج برنارد شو الذي نشر خطابًا في مايو تحت عنوان دين المستقبل. في هذه المناسبة، أطلق تشيسترتون إحدى مقولاته المعروفة:
الصحفي: ... أنا مقتنع تمامًا بأني أملك حدسَا بأنني موجود.
تشيسترتون: اعتز به.
في عام 1912، تحدث أيضًا كل من تي إي هولم وبيرتراند راسل. كتب أوغدن ردّه على حديث هولم حول معاداة الرومانسية والخطيئة الأصلية لصحيفة كامبريدج، بعد أن كتب كل من هولم وراسل في عام 1916 عن الحرب من وجهتي نظر متعاكستين. خاطبهم روبيرت بروك عن المسرح المعاصر وتم نشر مقال يستند إلى آرائه عن ستريندبرج في صحيفة كامبريدج في أكتوبر عام 1913. تم نشر حديث آخر من عام 1913 لإدوارد كلود حول الظلامية في العلوم الحديثة. كان أوغدن نشطًا جدًا في هذه الفترة في رؤية هذه الأعمال مطبوعة.
في 4 فبراير عام 1923، ألقى عالم الأحياء جون هولدين محاضرته تحت عنوان «ديدالوس، أو العلم والمستقبل» وهي رؤية تخمينية لاقت بعض النجاح في الطباعة وحفزت في عام 1924 استجابة أقل تفاؤلية من حديث بيرتراند راسل بعنوان «إيكاروس، أو مستقبل العلم».
استمرت جمعية الهرطقة كمنتدى معروف، حيث جاءت فيرجينيا وولف في 18 مايو عام 1924 لصياغة رد على انتقادات أرنولد بينيت عن روايتها غرفة يعقوب (1922)، في حديث بعنوان الشخصية في الخيال الذي نشر بعد ذلك في صحيفة ذا كرايتيريون. يحتوي هذا المقال على التأكيد، الذي يُضرب به المثل الآن، بأنه «في أو حوالي ديسمبر من عام 1910، قد تغيرت الشخصية البشرية». التقى أعضاء جمعية الهرطقة في نوفمبر عام 1929، وبدعوة من أوغدن قام لودفيغ فيتغنشتاين بإلقاء محاضرة حول الأخلاق تحت عنوان محاضرة في الأخلاق، التي تم قبولها كجزء من شريعة فيتغنشتاين المبكرة.

### صحيفة كامبريدج
في عام 1912، أطلق أوغدن صحيفة كامبريدج الأسبوعية، التي عمل كمجرر فيها حتى توقفت عن النشر في عام 1922. كانت الفترة الأولية مليئة بالمشاكل. كان أوغدن يدرس في الفصل الثاني في فرع الأدبيات الكلاسيكية عندما عرض عليه تشارلز غرانفيل، الذي كان يدير دار نشر صغيرة لكن مهمة في لندن تُدعى ستيفن سويفت وشركائه. اعتقد أوغدن أن التحرير قد يعني التخلي عن مرتبة الشرف من الدرجة الأولى، لذا استشار هنري جاكسون، الذي بدوره نصحه بعدم تفويت الفرصة. بعد فترة وجيزة، أفلست ستيفن سويفت وشركائه. واصل أوغدن تحرير الصحيفة خلال الحرب العالمية الأولى، حتى وإن تغيرت في محتواها، إذ منعته إصابته بحمى الروماتزم عندما كان مراهقًا من القبول للخدمة العسكرية.
غالبًا ما استخدم أوغدن الاسم المستعار أدلين مور (إضافة سطر آخر) في كتاباته الصحفية. تضمنت الصحيفة مساهمات أدبية لسيغفريد ساسون وجون ماسفيلد وتوماس هاردي وجورج برنارد شو وأرنولد بينيت.
تطورت الصحيفة إلى أن أصبحت جهازًا للتعليق الدولي على السياسة والحرب، وذلك بدعم من مجموعة من الأكاديميين في كامبريدج بما في ذلك إدوارد دينت، (الذي نشر أعمال ساسون)، وأغسطس ثيودور بارثولوميو ودكنسون جولدزورذي لوز. ملأت الدراسات الاستقصائية للصحافة الأجنبية أكثر من نصف المحتوى في كل عدد، إلى جانب مقال ملاحظات عن الصحافة الأجنبية، التي قدمته دوروثي باكستون التي عملت هناك من أكتوبر عام 1915 حتى عام 1920، الذي تم توزيعه إلى أكثر من 20000 طبعة. كانت باكستون في الواقع مشرفة على فريق كبير لترجمة وتجميع المقالات من ما يصل إلى 100 صحيفة أجنبية؛ على سبيل المثال، قام دينت بتقديم ترجمات المقالات الإيطالية وتجميعها بالأرقام. كان هذ الملخص الأدبي عن التغطية الصحفية الأوروبية حصريًا للصحيفة إذ قدم تأثيرًا غير متجانسًا في الأوساط السياسية. على سبيل المثال، استخدم روبرت ريد، إيرل لوربيرن الأول، مقال ملاحظات عن الصحافة الأجنبية للدفاع عن مركيز لانسداون في عام 1916 ضد الادعاءات والمواقف العدائية من الجانب البريطاني.
خلال عام 1917، تعرضت الصحيفة لانتقادات شديدة، حيث أطلق على استخدامها المحايد لمقتطفات الصحافة الأجنبية اسم السلامية، لا سيما من قِبَل حركة الكفاح من أجل الحق الوطنية المؤيدة للحرب بقيادة فرانسيس يونجهسباند. كان تشارلز رودن باكستون، زوج دوروثي باكستون، مرتبطًا ارتباطًا وثيقًا باتحاد السيطرة الديمقراطية. كتب السير فريدريك بولوك، الذي ترأس حركة الكفاح من أجل الحق، في فبراير عام 1917 لصحيفة مورننغ بوست متهمًا الصحيفة بالدعاية السلمية واللعب على علاقتها بالجامعة كما لو كانت تتمتع بوضع رسمي. تدخل غيلبرت موراي، أحد مؤيدي حركة الكفاح من أجل الحق، لكنه في نفس الوقت يُعد مدافعًا عن العديد ممن يكتبون بضميرهم وحرية الصحافة، بغرض الاحتجاج وحصل على دعم من بينيت وهاردي. طرح جون جورج بوتشر، عضو البرلمان المحافظ عن مدينة يورك، سؤالًا في البرلمان حول الإعلان الحكومي في الصحيفة خلال نوفمبر من عام 1917. شارك في التبادل البرلماني سياسيان من الحزب الليبرالي هما وليام برينغل وجوسياه ويدجوود، للإشارة إلى أن الصحيفة كانت الطريقة الوحيدة لقراءة التعليقات الصحفية الألمانية.
استمرت صحيفة كامبريدج إلى سنوات ما بعد الحرب، لكنها انتهت إلى النشر ربع السنوي قبل أن تغلق في عام 1922. عندما وصل كلود مكاي إلى لندن في عام 1919، تلقى رسالة مقدمة إلى أوغدن من والتر فولر. اتصل بأوغدن في مارس عام 1920، ثم نشر أوغدن قصائده الشعرية في الصحيفة.

## وصلات خارجية
- تشارلز كاي أوغدن على موقع الموسوعة البريطانية (الإنجليزية)

• قائِمةٌ كُتُب ومؤلَّفات تشارْلز كَاي أُوغدِن (أرشيف الإنترنت).